# 旅に出た極道
『旅に出た極道』（たびにでたごくどう）は、1969年公開の日本映画。製作：東映。

## キャスト
- 島村清吉：若山富三郎
- みね子：清川虹子
- ジョージ：山城新伍
- 白：関山耕司
- 浅井保：菅原文太
- 照男：潮健児
- 呉：阿波地大輔
- 将：志賀勝
- 江徳仁：大木実
- 宋：八名信夫
- 陳：寺内文夫
- 金華郎：渡辺文雄
- 林彩夏：弓恵子
- 毛：秋山勝
- 李玲芳：大信田礼子
- 李栄芳：東龍子
- 春江：片山由美子
- 夏子：岡田千代
- 小燕：泉京子
- 昌慶：紅かほる
- 孫警部：小松方正
- ヘンリー：ハンス・ホルネフ
- ビルスミス：ユセフ・オスマン
- ブルース：ジャック・モリス
- トミイガン：フランキスコ・バルトリオ
- フランク：ピエール・カラメロ
- サルバトーレ：サデンィ・シームス
- 黒沼：遠藤辰雄
- 南海丸船長：芦田鉄雄
- 南海丸水夫長：有川正治
- 南海丸給仕長：五十嵐義弘
- 南海丸ボーイ：山下義明
- 南海丸操舵員：川谷拓三
- 南海丸一等航海士：小田真士

## スタッフ
- 監督：佐藤純彌
- 脚本：鳥居元宏・松本功
- 企画：俊藤浩滋・松平乗道
- 撮影：赤塚滋
- 音楽：冨田勲
- 美術：吉村晟
- 編集：堀池幸三
- 録音：東城絹児郎
- スチル：杉本昭三
- 照明：長谷川武夫

## 同時上映
『㊙女子大生 妊娠中絶』
- 脚本：北沢三六、佐伯嘉則 / 監督：小西通雄 / 主演：賀川雪絵

## 関連書籍
- 佐藤純彌、聞き手：野村正昭 + 増當竜也『映画監督 佐藤純彌 映画 (シネマ) よ憤怒の河を渉れ』DU BOOKS（原著2018年11月23日）。ISBN 978-4866470764。